# Cantone di Toulon-sur-Arroux
Il Cantone di Toulon-sur-Arroux era una divisione amministrativa dell'arrondissement di Charolles.
È stato soppresso a seguito della riforma complessiva dei cantoni del 2014, che è entrata in vigore con le elezioni dipartimentali del 2015.
Comprendeva i comuni di:
- Ciry-le-Noble
- Dompierre-sous-Sanvignes
- Génelard
- Marly-sur-Arroux
- Perrecy-les-Forges
- Saint-Romain-sous-Versigny
- Sanvignes-les-Mines
- Toulon-sur-Arroux